# 亞納拉胡湖

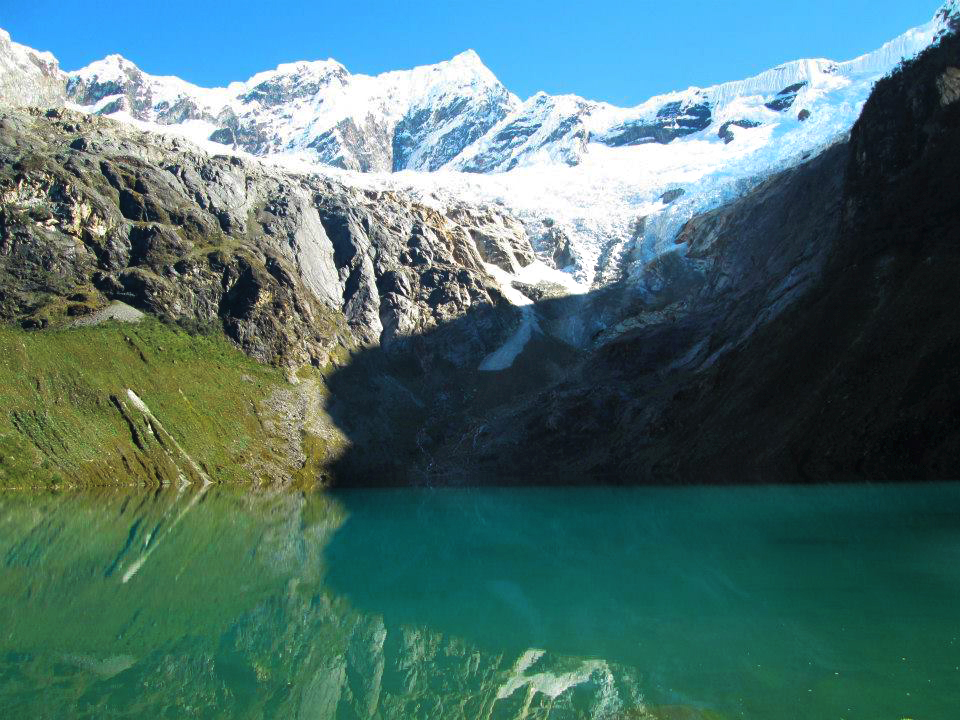

亞納拉胡湖（Yanarraju Lake），是秘魯的湖泊，位於該國北部安卡什大區，由阿松森省的查卡斯區負責管轄，處於孔特拉耶爾瓦斯山附近的布蘭卡山脈地區。